# Like Lovers Do
Like Lovers Do (englisch „Wie es Liebende tun“) ist ein Lied der deutschen Singer-Songwriterin Madeline Juno. Das Stück ist die zweite Singleauskopplung aus ihrem Debütalbum The Unknown und Teil des Soundtracks zum deutsch-kanadischen Katastrophenfilm Pompeii, sowie auch beim deutschen Vorentscheid zum Eurovision Song Contest 2014.

## Entstehung und Artwork
Geschrieben wurde das Lied von Madeline Juno und Dave Roth. Abgemischt, produziert und programmiert wurde die Single von Patrick Benzner und Roth. Das Mastering erfolgte unter der Leitung von Götz-Michael Rieth. Aufgenommen wurde das Stück durch Benzer (Gitarre), Steve Cooper (Piano), Lars Ehrhardt (Gitarre), Juno (Gesang) und Roth (Gesang, Gitarre und Piano). Die Single wurde unter dem Musiklabel Polydor veröffentlicht und durch Emma S Park Music und Sony/ATV Music Publishing vertrieben. Auf dem schwarz-weißen Cover der Maxi-Single ist – neben Künstlernamen und Liedtitel – Junos Oberkörper, mit jeweils einem Gänseblümchen auf jeder Schulter, zu sehen. Erstmals stellte Juno das Coverbild am 17. Januar 2014 auf Facebook vor.

## Veröffentlichung und Promotion
Die Erstveröffentlichung von Like Lovers Do erfolgte am 28. Februar 2014 als Einzeldownload. Bereits einen Monat zuvor, am 23. Januar 2014, veröffentlichte Juno einen Teaser des Liedes bei der Online-Community von SoundCloud und schließlich ein erstes Musikvideo (Pompeii-Version) am 14. Februar 2014. Von Februar bis März 2014 war Like Lovers Do in diversen Werbeunterbrechungen von VOX zu hören; in einem Werbespot, in dem die „Show-Highlights“ für den Monat März präsentiert wurden. Darüber hinaus war das Stück Teil des Soundtracks zum deutsch-kanadischen Katastrophenfilm Pompeii.
Eurovision Song Contest
Am 13. Dezember 2013 wurde bekannt, dass Juno mit den Liedern Error und Like Lovers Do beim deutschen Vorentscheid Unser Song für Dänemark für den Eurovision Song Contest 2014 antreten wolle. Bei der Veranstaltung am 13. März 2014 schied sie jedoch mit Like Lovers Do in der ersten Runde aus, womit sie sich Elaiza, MarieMarie, Santiano sowie Unheilig geschlagen geben musste. In einem Interview mit Funk, das 2021 im Rahmen der Musiksendung Musik gegen die Einsamkeit erfolgte, äußerte sich Juno zur Frage, wie es ihr nach dem Auftritt und dem Aus in der ersten Runde ergangen sei, dass es sie „verstört“ habe. Sie begründete das schlechte Abschneiden unter anderem mittels mangelhafter Bühnenerfahrung. Sie habe erst eine Single (Error) veröffentlicht gehabt und nicht genügend Auftritte absolviert. Es sei auch ihre Entscheidung gewesen, nicht mit dem bekannteren Error in der ersten Runde anzutreten, sondern mit Like Lovers Do, weil sie diesen mehr gefühlt habe, sie stolz auf das Lied gewesen sei und mehr das Gefühl gehabt habe, dass es mehr dem „Update“ entspreche, wo sie gerade sei. Sie gab während des Interviews auch an, dass sie sich nicht in Schutz nehmen wolle, aber zu der mangelnden Bühnenerfahrung wären noch Soundprobleme hinzugekommen. Sie sei „übelst“ mit der Situation überfordert gewesen und es sei einfach kein guter Auftritt gewesen. Sie habe danach „tagelang geheult“, weil sie auch großen Druck von Außen verspürte habe. Das Major-Label Universal Music habe hinter ihr gestanden, sie hätte dieses „überkrasse“ Produzententeam gehabt, die Band und die Menschen in ihrer Heimatstadt (Offenburg) hätten ein Public Viewing im Kino veranstaltet. Es sei schwer gewesen das alles zu verarbeiten. Sie habe es nur „absolut“ auf sich selbst projizieren können.

## Inhalt
Der Liedtext zu Like Lovers Do ist in englischer Sprache verfasst; ins Deutsche übersetzt bedeutet der Titel „Wie es Liebende tun“. Sowohl die Musik als auch der Text wurden gemeinsam von Madeline Juno und Dave Roth verfasst. Musikalisch bewegt sich das Lied im Bereich der Popmusik. Als Instrumentalisten wurden Patrick Benzner und Lars Ehrhardt an der Gitarre sowie Dave Roth an der Gitarre und den Tasteninstrumenten engagiert. Neben dem Hauptgesang von Juno ist im Hintergrund die Stimme von Roth zu hören.
In einem Interview gab Juno an, dass dies ihr liebstes Stück ihres Albums The Unknown sei. Geschrieben hat sie es erst kurz vor der Fertigstellung des Albums im November 2013. Like Lovers Do soll eine Art Neuanfang darstellen und sei deshalb nicht so düster wie die vorangegangene Single Error. Der Inhalt des Liedes befasst sich mit der Hoffnung nach dem Finden einer neuen Liebe.
| “I’ve died everyday trying to bind the wounds my lover left last time. And I die to know if you die to know if I die, to hold you like lovers do. And I do.” – Refrain, Originalauszug | „Ich bin jeden Tag gestorben bei dem Versuch, die Wunden, die mein Geliebter das letzte Mal zurückgelassen hat, zu versorgen. Und ich würde dafür sterben zu wissen, ob du sterben würdest um zu erfahren, ob ich dafür sterben würde, dich in meinen Armen zu halten, wie es Liebende tun. Und ich tue es.“ – Refrain, Übersetzung |

## Musikvideo
Ein erstes Musikvideo zu Like Lovers Do wurde am 29. Januar 2014 in der Semperoper in Dresden gedreht und feierte am 14. Februar 2014 seine Premiere. Bei diesem Video handelt es sich um eine spezielle Version zum Film Pompeii. Das Video lässt sich in zwei Abschnitte teilen. Zum einen ist Juno in einem schwarzen Kleid zu sehen, die sich durch die Semperoper bewegt und dabei ihr Lied singt. Zum anderen sind immer wieder Filmausschnitte von Pompeii zu sehen. Die Gesamtlänge des Videos beträgt 3:11 Minuten.
Das offizielle Musikvideo zu Like Lovers Do wurde ebenfalls am 29. Januar 2014 in Dresden gedreht und feierte am 5. März 2014 seine Premiere. Zu sehen ist Juno, die Morgens neben ihrem Freund im Bett aufwacht. Sie verlässt das Bett, zieht sich an und verlässt die Wohnung während ihr Freund weiterschläft. Juno spaziert durch Dresden und lässt dabei gedanklich ihre aktuelle Beziehung Revue passieren. An einem bestimmten Punkt stellt sie fest, dass eine Trennung nicht das richtige ist und sie rennt zurück zu ihrem Freund, der in der Zwischenzeit aufgewacht ist und sich auf die Suche Junos begeben möchte. Am Ende treffen sich beide vor der Tür der Wohnung und sehen sich gegenseitig an. Die Gesamtlänge des Videos beträgt 3:11 Minuten.
Regie und Produktion führte bei beiden Musikvideos Carina Steinmetz. Bis Februar 2025 zählten beide Musikvideos über 1,3 Millionen Aufrufe auf der Videoplattform YouTube.

## Mitwirkende
| Liedproduktion - Patrick Benzner: Abmischung, Gitarre, Musikproduzent, Programmierung, Tonmeister - Steve Cooper: Tonmeister - Lars Ehrhardt: Gitarre, Tonmeister - Madeline Juno: Gesang, Komponist, Liedtexter, Tonmeister - Götz-Michael Rieth: Mastering - Dave Roth: Abmischung, Gitarre, Hintergrundgesang, Keyboard, Komponist, Liedtexter, Musikproduzent, Piano, Programmierung, Tonmeister Musikvideo - Thomas Fritzsche: Steadicam - Jonas Harmsen: Filmeditor - Carina Steinmetz: Filmproduzent, Regisseur | Unternehmen - Emma S Park Music: Vertrieb - Polydor: Musiklabel - Sony/ATV Music Publishing: Vertrieb |

## Rezensionen
Das deutschsprachige Online-Magazin laut.de bewertete das Album The Unknown mit 3/5 Sternen. David Maurer ist der Meinung, dass die „preschenden Schlacht-Drums“ in Like Lovers Do in den Vordergrund rücken und zusammen mit den Chören im Refrain für fast schon „monumentalen Sound“ sorgen würden. Aus diesem Grund mache der Titel als Soundtrack für Pompeii eine gute Figur.

## Chartplatzierungen
Like Lovers Do erreichte in Deutschland Rang 96 der Singlecharts und konnte sich zwei Wochen in den Charts platzieren. Für Juno ist es als Autorin und Interpretin nach Error der zweite Charterfolg in Deutschland.